# Porsche 911 GT3-MR
Der Porsche 911 GT3-MR ist ein GT-Rennwagen, der von Manthey Racing beim 24-Stunden-Rennen auf dem Nürburgring und in der BFGoodrich Langstreckenmeisterschaft eingesetzt wurde. Das Fahrzeug ist aufgrund seines Breitbaus auch als „Dicker“ bekannt.

## Fahrzeug
Das Fahrzeug entstand 2004 auf Basis des Porsche 996 GT3 RS, den Timo Bernhard und Jörg Bergmeister in der ALMS-Saison 2003 fuhren. Teamchef Olaf Manthey rüstete den Wagen für die Nordschleife um und verbaute das „Widebody-Kit“, das bereits ab 1999 auf einem ehemaligen Manthey-Porsche verwendet wurde. Der Umbau ließ das Fahrzeug um zehn Zentimeter in die Breite wachsen, was den mechanischen Grip erhöhte. Die hinteren Kotflügel waren weit nach oben gezogen und verliefen in eine Heckspoilerrampe mit scharfer Abrisskante. Zusammen mit einem Diffusor aus kohlenstofffaserverstärktem Kunststoff und einem wuchtigen Heckflügel wurden Abtriebswerte von deutlich über 100 Kilogramm erzielt. Durch Einsatz von Kohlenstofffasern wurde das Gewicht der Kotflügel um 70 Kilogramm gesenkt. Das Fahrwerk mit KW-Dämpfern und Eibach-Federn war auf den unebenen Straßenbelag der Nordschleife abgestimmt und ermöglichte eine hohe Fahrstabilität. Der Durchmesser der Bremsscheiben betrug vorne 380 Millimeter und hinten 350 Millimeter. Es wurde ein Antiblockiersystem verwendet.
Außer den Veränderungen der Aerodynamik erhielt der Porsche 911 GT3-MR auch die äußere Erscheinung der Turboversionen. So ist der Wagen an seinen tropfenförmigen Scheinwerfern und den großen Kühlluftöffnungen erkennbar. Anfangs war er wie schon sein Vorgänger in weiß lackiert. Ab der Saison 2005 trug er seine markante gelb-grüne Lackierung. Ab 2007 erschien er zuletzt noch in blau-weiß, befindet sich nun aber wieder in der Lackierung vom 24-Stunden-Rennen 2006.
Im Porsche 911 GT3-MR kam im Gegensatz zum davor eingesetzten Fahrzeug statt eines Turbomotors ein Saugmotor zum Einsatz. Dadurch ergab sich ein reglementsbedingter Gewichtsvorteil von 100 Kilogramm. Der Hubraum des Motors wurde von 3,6 Liter auf knapp 3,9 Liter vergrößert. Die Maximalleistung des Motors betrug 363 kW (493 PS) bei 7960 Umdrehungen pro Minute. Das maximale Drehmoment lag bei 460 Newtonmeter bei 7090 Umdrehungen pro Minute an. Bereits bei 4500 Umdrehungen pro Minute gab der Motor ein Drehmoment von über 400 Newtonmetern ab. Bei 8500 Umdrehungen pro Minute setzte der Drehzahlbegrenzer ein, um den Treibstoffverbrauch möglichst gering zu halten. Am Streckenabschnitt „Tiergarten“ erreichte der Wagen eine Höchstgeschwindigkeit von etwa 295 Kilometern pro Stunde. Geschaltet wurde über eine Sechsgang-H-Schaltung.
| Motor        | Sechszylinder-Boxermotor                            |
| Hubraum      | 3865 cm³                                            |
| Leistung     | 363 kW bei 7960/min                                 |
| Drehmoment   | 460 Nm bei 7090/min                                 |
| Gewicht      | 1250 kg                                             |
| Getriebe     | Sechsgang-H-Schaltung                               |
| Räder/Reifen | Dunlop-Slicks; vorn 260/655-18″, hinten 330/680-18″ |

## Renngeschichte
Die Rennpremiere des Porsche 911 GT3-MR war am 17. April 2004 beim zweiten Lauf der BFGoodrich Langstreckenmeisterschaft des Jahres. Das von Olaf Manthey, Timo Bernhard und Nicolas Leutwiler pilotierte Fahrzeug qualifizierte sich für den dritten Startplatz, schied aber durch einen Unfall aus. Schon beim nächsten Rennen holten sich Bernhard, Leutwiler und Arno Klasen den ersten Startplatz und siegten beim anschließenden Rennen. Es folgten in der ersten Saison noch zwei weitere Siege durch Manthey, Klasen und Bert Lambrecht sowie durch Bernhard und Lucas Luhr. Das Saisonhighlight war das 24-Stunden-Rennen, bei dem Luhr, Klasen, Bernhard und Manthey das Fahrzeug auf den dritten Platz fuhren. Es wurde nur von den werksseitig eingesetzten Schnitzer-BMW geschlagen.
In der Saison 2005 konnte Manthey-Racing zwei Rennerfolge feiern. Für den ersten Sieg sorgten Arno Klasen und Michael Jacobs. In einem späteren Meisterschaftslauf steuerten Timo Bernhard und Olaf Manthey das Fahrzeug zum Sieg. Das 24-Stunden-Rennen lief hingegen weniger erfolgreich. Lucas Luhr, Timo Bernhard, Emmanuel Collard und Marcel Tiemann lagen im Porsche 911 GT3-MR lange Zeit in Führung, bis ein Motorschaden das Team morgens auf den neunten Platz zurückwarf.
2006 sollte das letzte Jahr werden, bei dem der Porsche 911 GT3-MR als Hauptfahrzeug des Teams diente. Lucas Luhr, Timo Bernhard und Marcel Tiemann gewannen den Saisonauftakt. Beim zweiten Lauf wiederholten sie ihren Sieg. Im folgenden Rennen mussten sich Tiemann und Arno Klasen nur dem Porsche des Land-Motorsport-Teams geschlagen geben. Beim 24-Stunden-Rennen des Jahres erreichte Manthey Racing mit diesem Fahrzeug den größten Rennerfolg. Luhr, Bernhard, Tiemann und Mike Rockenfeller entschieden das Rennen für sich und sorgten damit für den ersten Sieg des Teams bei dieser Motorsportveranstaltung. Mit 151 absolvierten Runden brach Manthey Racing auf diesem Fahrzeug außerdem den Distanzrekord.
2007 war der Porsche 911 GT3-MR nicht mehr das Hauptfahrzeug von Manthey Racing, da das Team auf den neuen Porsche 997 GT3 RSR setzte. Der alte GT3-MR wurde weiterhin in Rennen eingesetzt und von Armin Hahne und Christian Haarmann gefahren. Sie erreichten jedoch keine Podiumsplatzierungen.
Die Abschlusssaison des Porsche 911 GT3-MR unter Regie von Manthey Racing war wieder erfolgreicher. Beim 24-Stunden-Rennen 2008 galt das Fahrzeug zwar als Geheimfavorit, dennoch konnten Armin Hahne, Christian Haarmann, Jochen Krumbach und Pierre Kaffer überraschen, als sie das betagte Fahrzeug auf den zweiten Platz fuhren. Es absolvierte nur eine Runde weniger als das Siegerfahrzeug, der ebenfalls von Manthey Racing eingesetzte Porsche 997 GT3 RSR. Gegen Saisonende erreichten Hahne und Haarmann in der BFGoodrich Langstreckenmeisterschaft noch zwei Mal das Siegerpodest, beim ersten Mal mit Unterstützung von Kaffer.
Nach der Saison 2008 wurde der Porsche 911 GT3-MR an einen Porsche-Enthusiasten verkauft und die Renneinsätze endeten zunächst. Später wollte dieser das Fahrzeug in den Vereinigten Staaten wieder bei Rennen einsetzen. Manthey Racing sagte daraufhin zu, den Einsatz zu unterstützen. Von Mitte Oktober bis Anfang Dezember 2009 wurde der Porsche 911 GT3-MR bei drei Rennen in Road Atlanta, Daytona und Sebring eingesetzt. Mark Bullitt und Klaus Graf konnten mit dem Wagen alle Rennen siegreich beenden.
Mittlerweile befindet sich das Fahrzeug wieder in der Hand von Manthey Racing und wird öffentlich zugänglich ausgestellt.